# Пам'ятки історії Лохвицького району
У Лохвицькому районі Полтавської області нараховується 101 пам'ятка історії.
| #   | назва | адреса                                                                    | роки події                 | роки встановлення                   | автор                                                          | матеріали                                     | розміри                                        | рішення                                                     |
| --- | --- | ------------------------------------------------------------------------- | -------------------------- | ----------------------------------- | -------------------------------------------------------------- | --------------------------------------------- | ---------------------------------------------- | ----------------------------------------------------------- |
| 1   | Будинок, в якому було проголошено радянську владу і утворено Лохвицький революційний комітет                                                                      | м. Лохвиця, вул. Перемоги, 5                                              | 28 грудня 1917 р.          | 1978, встановлено меморіальну дошку | —                                                              | двоповерховий, цегляний                       | площа — 516 м²                                 | Рішення обкому партії і облвиконкому № 89 від 18.10.1973 р. |
| 2   | Меморіальна дошка на честь активного учасника революції 1917 р., заступника голови Лохвицького волосного ревкому С. Б. Журавського, розстріляного денікінцями     | м. Лохвиця, вул. Журавського, 5                                           | 1919                       | 1977                                |                                                                | мармур                                        | 0,85×0,6 м                                     | Рішення Лохвицького райвиконкому                            |
| 3   | Могила першого секретаря Лохвицького волосного парткому Є. Ф. Холявко, що загинув від рук бандитів                                                                | м. Лохвиця, Благовіщенське кладовище                                      | 1919                       | 1978                                | Місцеві майстри                                                | могильна плита — лабрадорит                   | 0,8×0,5 м                                      | Рішення Лохвицького райвиконкому № 102 від 11.10.1977 р.    |
| 4   | Братська могила радянських воїнів, підпільників, пам'ятний знак полеглим воїнам-землякам                                                                          | м. Лохвиця, пл. Перемоги, меморіальний комплекс                           | 1942, 1943, 1941–1945      | 1967                                | ск. Я. Рик, арх. Н. Клейн                                      | залізобетон, граніт                           | вис. ск. — 3,0 м, пост. — 2,0 м                | Заходи до 50-річчя Великого Жовтня                          |
| 5   | Братська могила жертв фашизму | м. Лохвиця, околиця міста «Лазирки»                                       | 1942                       | 1957                                | Місцеві майстри                                                | обеліск — залізобетон                         | вис. 3,0 м                                     | —                                                           |
| 6   | Пам'ятний знак на честь 309-ї стрілецької дивізії, яка звільнила місто від фашистів                                                                               | м. Лохвиця, пл. Кирпоноса                                                 | 1943                       | 1975                                | ск. А. Шапран, арх П. Говдя                                    | стела — залізобетон                           | вис. 4,95 м                                    | Рішення Лохвицького райвиконкому № 89 від 18.10.1973 р.     |
| 7   | Будинок, в якому народився і жив композитор І. Й. Дунаєвський | м. Лохвиця, вул. Гоголя, 3                                                | з 30.01.1900 до 1919       | 1979, встановлена меморіальна дошка | —                                                              | одноповерховий, дерев'яний, обкладений цеглою | площа — 136,6 м²                               | —                                                           |
| 8   | Братська могила радянських воїнів | м. Лохвиця, кладовище (біля автостанції)                                  | 1943                       | 1967                                | Місцеві майстри                                                |                                               |                                                |                                                             |
| 9   | Братська могила радянських воїнів | м. Лохвиця, кладовище, вул. 60 років Жовтня (біля базару)                 | 1943                       | 1958                                | Місцеві майстри                                                |                                               |                                                |                                                             |
| 10  | Братська могила радянських воїнів | м. Лохвиця, кладовище, вул. 60 років Жовтня (біля базару)                 | 1943                       | 1958                                | Місцеві майстри                                                |                                               |                                                |                                                             |
| 11  | Могила радянського воїна Барановського Б. П. | м. Лохвиця, кладовище біля автопарку, вул. Соколовського                  |                            |                                     |                                                                |                                               |                                                |                                                             |
| 12  | Братська могила радянських воїнів, пам'ятний знак полеглим воїнам-землякам                                                                                        | м. Заводське, парк, меморіальний комплекс                                 | 1943, 1941–1945            | 1967                                | ск. Я. Рик, арх. Н. Клейн                                      | залізобетон, цегла оштук.                     | вис. ск. — 2,9 м, пост. — 2,5 м                | —                                                           |
| 13  | Могила радянського воїна, молодшого лейтенанта І. А. Луніна, пам'ятнийзнак полеглим воїнам-землякам                                                               | с. Безсали, меморіальний комплекс                                         | 1941, 1941–1945            | 1967                                | ск. О. Савельєв                                                | залізобетон, цегла оштук.                     | вис. ск. — 2,8 м, пост. — 2,2 м                | Рішення Лохвицького райвиконкому № 36 від 17.04.1956 р.     |
| 14  | Меморіальна дошка на честь Героя Радянського Союзу П. І. Єрмака                                                                                                   | с. Безсали, будинок сільради                                              | 1941–1945                  | 1975                                | Київський живописно-скульптурний комбінат                      | граніт                                        | 0,55×0,8 м                                     | Рішення облвиконкому № 20 від 14.03.1975 р.                 |
| 15  | Могила радянського воїна, пам'ятний знак полеглим воїнам-землякам                                                                                                 | с. Мехедівка, меморіальний комплекс                                       | 1941, 1941–1945            | 1967                                | ск. О. Савельєв                                                | залізобетон, цегла оштук.                     | вис. ск. — 3,0 м, пост. — 2,5 м                | —                                                           |
| 16  | Братська могила радянських воїнів, пам'ятний знак полеглим воїнам-землякам                                                                                        | с. Білогорілка, меморіальний комплекс                                     | 1941, 1943, 1941–1945      | 1967                                | Харківський скульптурний комбінат                              | залізобетон, цегла оштук.                     | вис. ск. — 2,8 м, пост. — 2,35 м               | —                                                           |
| 17  | Братська могила радянських воїнів, де похований генерал-майор І. Трутко, пам'ятний знак полеглим воїнам-землякам                                                  | с. Бодаква, меморіальний комплекс                                         | 1941, 1943, 1941–1945      | 1957                                | ск. Я. Рик, арх. Н. Клейн                                      | залізобетон, цегла оштук.                     | вис. ск. — 2,8 м, пост. — 3,1 м                | —                                                           |
| 18  | Меморіальна дошка на честь Героя Радянського Союзу В. О. Бондаренка                                                                                               | с. Бодаква, будинок культури                                              | 1923 — 1973                | 1975                                | Полтавські художні майстерні                                   | граніт                                        | 0,85×0,6 м                                     | Рішення облвиконкому № 20 від 14.03.1975 р.                 |
| 19  | Пам'ятний знак полеглимвоїнам-землякам | с. Забодаква                                                              | 1941–1945                  | 1969                                | Місцеві майстри                                                | стела — цегла                                 | вис. 2,7 м                                     | —                                                           |
| 20  | Пам'ятний знак воїнам-односельчанам, які загинули у роки Великої Вітчизняної війни                                                                                | с. Заморіївка                                                             | 1941 — 1945                | 1967                                | Місцеві майстри                                                | стела — цегла, оштук.                         | вис. 2,7 м                                     | -                                                           |
| 21  | Братська могила радянських воїнів, пам'ятний знак полеглим воїнам-землякам                                                                                        | с. Нижня Будаківка, меморіальний комплекс                                 | 1943, 1941–1945            | 1957                                | ск. Я. Рик, арх. Н. Клейн                                      | залізобетон, цегла оштук.                     | вис. ск. — 2,9 м, пост. — 2,0 м                | —                                                           |
| 22  | Братська могила радянських воїнів, пам'ятний знак полеглим воїнам-землякам                                                                                        | с. Пісочки, меморіальний комплекс                                         | 1943, 1941–1945            | 1957                                | Харківський скульптурний комбінат                              | залізобетон, цегла оштук.                     | вис. ск. — 2,9 м, пост. — 3,6 м                | Рішення Лохвицького райвиконкому № 36 від 17.04.1956 р.     |
| 23  | Пам'ятний знак полеглим воїнам-землякам | с. Червоні Луки                                                           | 1941–1945                  | 1967                                | Місцеві майстри                                                | стела — цегла, оштук.                         | вис. 2,1 м                                     | —                                                           |
| 24  | Братська могила радянських воїнів, пам'ятний знак полеглим воїнам-землякам                                                                                        | с. Васильки, меморіальний комплекс                                        | 1941, 1943, 1941–1945      | 1956                                | ск. Я. Рик, арх. Н. Клейн                                      | залізобетон, цегла оштук.                     | вис. ск. — 2,2 м, пост. — 2,45 м               | Рішення Лохвицького райвиконкому № 36 від 17.04.1956 р.     |
| 25  | Братська могила радянських воїнів і партизан | с. Васильки, кладовище                                                    | 1943                       | 1950                                | Місцеві майстри                                                | обеліск — цегла оштук.                        | вис. 2,7 м                                     | —                                                           |
| 26  | Пам'ятний знак полеглим воїнам-землякам | с. Гаївщина                                                               | 1941–1945                  | 1967                                | Місцеві майстри                                                | обеліск — цегла оштук.                        | вис. 2,65 м                                    | —                                                           |
| 27  | Пам'ятник воїнам-землякам | с. Христанівка                                                            | 1941–1945                  | 1965                                | Місцеві майстри                                                | обеліск — цегла оштук.                        | вис. 2,35 м                                    | Рішення Лохвицького райвиконкому № 15 від1.01.1965 р.       |
| 28  | Братська могила радянських воїнів | с. Христанівка                                                            |                            |                                     |                                                                |                                               |                                                |                                                             |
| 29  | Братська могила радянських воїнів | с-ще Вирішальне, над трасою Лохвиця — Миргород                            | 1943                       | 1958                                | ск. А. Білостоцький, О. Супрун                                 | залізобетон, цегла оштук.                     | вис. ск. — 2,8 м, пост. — 2,4 м                | —                                                           |
| 30  | Пам'ятний знак полеглим воїнам-землякам | с-ще Вирішальне, центр                                                    | 1941–1945                  | 1965                                | Місцеві майстри                                                | обеліск — залізобетон                         | вис. 4,5 м                                     | Рішення Лохвицькогорайвиконкому від 15.04.1965 р.           |
| 31  | Пам'ятний знак полеглим воїнам-землякам | с-ще Вирішальне (кладовище колишнього села Новокомишанки)                 | 1941–1945                  | 1965                                | Місцеві майстри                                                | обеліск — залізобетон                         | вис. 5,8 м                                     | —                                                           |
| 32  | Пам'ятний знак полеглим воїнам-землякам | с. Високе, кладовище                                                      | 1941–1945                  | 1965                                | Місцеві майстри                                                | обеліск — залізобетон                         | вис. 3,79 м                                    | Рішення Лохвицького райвиконкому від 15.04.1965 р.          |
| 33  | Пам'ятний знак полеглим воїнам-землякам | с. Гірки, кладовище                                                       | 1941–1945                  | 1965                                | Місцеві майстри                                                | обеліск — залізобетон                         | вис. 3,79 м                                    | —                                                           |
| 34  | Братська могила учасників встановлення радянської влади | с. Часниківка, кладовище                                                  | 1943                       | 1957                                | Місцеві майстри                                                | обеліск — залізобетон                         | вис. 2,4 м.                                    | —                                                           |
| 35  | Братська могила радянських воїнів | с. Часниківка, кладовище                                                  |                            |                                     |                                                                |                                               |                                                |                                                             |
| 36  | Братська могила радянських воїнів | с. Часниківка, кладовище                                                  |                            |                                     |                                                                |                                               |                                                |                                                             |
| 37  | Пам'ятний знак полеглим воїнам-землякам | с. Шкадретів, кладовище                                                   | 1941–1945                  | 1955                                | Місцеві майстри                                                | обеліск — залізобетон                         | вис. 4,0 м.                                    | —                                                           |
| 38  | Братська могила радянських воїнів, пам'ятний знак полеглим воїнам-землякам                                                                                        | с. Гиряві Ісківці, меморіальний комплекс                                  | 1943, 1941–1945            | 1950                                | Харківський скульптурний комбінат                              | залізобетон, цегла оштук.                     | вис. ск. — 3,8 м, пост. — 2,4 м                | —                                                           |
| 39  | Пам'ятний знак полеглим воїнам-землякам | с. Зірка                                                                  | 1941–1945                  | 1970                                | Місцеві майстри                                                | обеліск — залізобетон                         | вис. 2,2 м                                     | —                                                           |
| 40  | Братська могила радянських воїнів, пам'ятний знак полеглим воїнам-землякам                                                                                        | с. Брисі, меморіальний комплекс                                           | 1943, 1941–1945            | 1957                                | ск. Я. Рик, арх. Н. Клейн                                      | залізобетон, цегла оштук.                     | вис. ск. — 2,8 м, пост. — 1,55 м               | —                                                           |
| 41  | Пам'ятник полеглим воїнам-землякам | с. Млини                                                                  | 1941–1945                  | 1970                                | ск. А. Щербина                                                 | залізобетон, цегла оштук.                     | вис. ск. — 2,9 м, пост. — 1,15 м               | —                                                           |
| 42  | Пам'ятний знак полеглим воїнам-землякам | с. Пролетар                                                               | 1941–1945                  | 1971                                | Місцеві майстри                                                | обеліск — цегла оштук.                        | вис.1,68 м                                     | —                                                           |
| 43  | Могила радянського воїна, пам'ятний знак полеглим воїнам-землякам                                                                                                 | с. Старий Хутір, меморіальний комплекс                                    | 1941, 1941–1945            | 1958                                | Харківський скульптурний комбінат                              | залізобетон, цегла оштук.                     | вис. ск. — 2,5 м, пост. — 1,8 м                | —                                                           |
| 44  | Пам'ятний знак полеглим воїнам-землякам | с. Шевченкове                                                             | 1941–1945                  | 1971                                | Місцеві майстри                                                | обеліск — цегла оштук.                        | вис. 1,9 м                                     | —                                                           |
| 45  | Братська могила радянських воїнів, пам'ятний знак полеглим воїнам-землякам                                                                                        | с. Ісківці, меморіальний комплекс                                         | 1941, 1943, 1941–1945      | 1957                                | Харківський скульптурний комбінат                              | залізобетон, цегла оштук.                     | вис. ск. — 3,6 м, пост. — 1,8 м                | —                                                           |
| 46  | Монумент на честь воїнів південно-західного фронту | урочище Шумейкове, 15 км на південь від м. Лохвиці, меморіальний комплекс | 1941                       | 1976                                | ск. А. Білостоцький, В. Вінайкін, арх. Т. Довженко, К. Сідоров |                                               |                                                | Рішення РМ УРСР № 106 від 3.03.1975 р.                      |
| 47  | Скульптура радянського воїна — композиційний центр меморіала |                                                                           |                            |                                     |                                                                | бронза, граніт                                | вис. ск. — 7,5 м, пост. — 8,5 м, пагорба — 3 м |                                                             |
| 48  | Стела воїнської Слави, розповідаюча про історичну подію |                                                                           |                            |                                     |                                                                | залізобетон, обличкований гранітними плитами  | 3,0×50,0 м                                     |                                                             |
| 49  | Братська могила радянських воїнів |                                                                           |                            |                                     |                                                                | плита — граніт                                | 7,0×7,0 м                                      |                                                             |
| 50  | Бронеавтомобіль штабу фронту БА-10 № 530 на постаменті |                                                                           |                            |                                     |                                                                | пост. — граніт                                | вис. 0,7 м                                     |                                                             |
| 51  | Пам'ятник-саркофаг з плитою на місці загибелі командуючого військами південно-західного фронту, Героя Радянського Союзу М. П. Кирпоноса                           |                                                                           |                            |                                     |                                                                | граніт                                        | 3,0×1,8×0,7 м                                  |                                                             |
| 52  | Криниця |                                                                           |                            |                                     |                                                                |                                               |                                                |                                                             |
| 53  | Могила радянського воїна, пам'ятний знак полеглим воїнам-землякам                                                                                                 | с. Овдіївка, меморіальний комплекс                                        | 1941, 1941–1945            | 1967                                | Місцеві майстри                                                | обеліск — цегла оштук.                        | вис. 2,5 м                                     | —                                                           |
| 54  | Братська могила радянських воїнів, пам'ятний знак полеглим воїнам-землякам                                                                                        | с. Скоробагатьки, меморіальний комплекс                                   | 1941, 1941–1945            | 1957                                | ск. О. Савельєв                                                | залізобетон, цегла оштук.                     | вис. ск. — 2,8 м, пост. — 1,72 м               | —                                                           |
| 55  | Братська могила радянських воїнів, пам'ятний знак полеглим воїнам-землякам                                                                                        | с. Яблунівка, меморіальний комплекс                                       | 1941, 1941–1945            | 1957                                | ск. О. Савельєв                                                | залізобетон, цегла оштук.                     | вис. ск. — 2,8 м, пост. — 1,95 м               | —                                                           |
| 56  | Братська могила воїнів громадянської, Великої Вітчизняної воєн, пам'ятний знак полеглим воїнам-землякам                                                           | с. Корсунівка, парк, меморіальний комплекс                                | 1919, 1943, 1941–1945      | 1957                                | ск. Я. Рик, арх. Н. Клейн                                      | залізобетон, цегла оштук.                     | вис. ск. — 3,0 м, пост. — 2,85 м               | Рішення Сенчанського райвиконкому № 16 від 12.04.1955 р.    |
| 57  | Меморіальна дошка начесть учасника встановлення радянської влади на Лохвиччині П. Р. Кейбала                                                                      | с. Луценки, будинок сільради                                              | 1887 — 1920                | 1977                                | Полтавські художні майстерні                                   | мармур                                        | 0,85×0,6 м                                     | Рішення обкому партії і облвиконкому № 102 від 11.10.1977   |
| 58  | Братська могила радянських воїнів, пам'ятний знак полеглим воїнам-землякам                                                                                        | с. Луценки, меморіальний комплекс                                         | 1943, 1941–1945            | 1959                                | ск. Я. Рик, арх. Н. Клейн                                      | залізобетон, цегла оштук.                     | вис. ск. — 2,9 м, пост. — 2,7 м                | —                                                           |
| 59  | Школа, де вчився Герой Радянського Союзу І. К. Лета | с. Луценки, будинок середньої школи                                       | 1907−1970                  | 1977, встановлено меморіальну дошку | Київський живописно-скульптурний комбінат                      | одно-повер-ховий цегляний, дошка — граніт     | площа буд. 288 м², дошка 0,5×0,8 м             | Рішення облвиконкому № 20 від 14.03.1975 р.                 |
| 60  | Могила радянського воїна, пам'ятний знак полеглим воїнам-землякам                                                                                                 | с. Бербениці, парк, меморіальний комплекс                                 | 1941, 1941–1945            | 1957                                | ск. О. Савельєв                                                | залізобетон, цегла оштук.                     | вис. ск. — 3,0 м, пост. — 2,0 м                | —                                                           |
| 61  | Братська могила радянських воїнів, пам'ятний знак полеглим воїнам-землякам                                                                                        | с. Лука, меморіальний комплекс                                            | 1943, 1941–1945            | 1958                                | ск. Я. Рик, арх. Н. Клейн                                      | залізобетон, цегла оштук.                     | вис. ск. — 3,1 м, пост. — 2,65 м               | —                                                           |
| 62  | Братська могила радянських воїнів, пам'ятний знак полеглим воїнам-землякам                                                                                        | с. Піски, меморіальний комплекс                                           | 1941, 1943, 1941–1945      | 1957                                | ск. Я. Рик, арх. Н. Клейн                                      | залізобетон, цегла оштук.                     | вис. ск. — 2,9 м, пост. — 1,8 м                | —                                                           |
| 63  | Могила радянського воїна, офіцера В. Г. Жарікова, пам'ятний знак полеглим воїнам-землякам                                                                         | с. Погарщина, меморіальний комплекс                                       | 1943                       | 1967                                | Харківський скульптурний комбінат                              | залізобетон, цегла оштук.                     | вис. ск. — 2,8 м, пост. — 1,95 м               | —                                                           |
| 64  | Пам'ятний знак полеглим воїнам-землякам | с. Риги                                                                   | 1941–1945                  | 1969                                | ск. Я. Рик, арх. Н. Клейн                                      |                                               | вис. ск. — 2,9 м, пост. − 1,9 м                | —                                                           |
| 65  | Пам'ятний знак полеглим воїнам-землякам | с. Венслави                                                               | 1941–1945                  | 1957                                | Місцеві майстри                                                | обеліск — цегла оштук.                        | вис. 2,8 м                                     | —                                                           |
| 66  | Братська могила радянських воїнів | с. Пестичевське, кладовище                                                | 1943                       | 1957                                | Місцеві майстри                                                | обеліск — цегла оштук.                        | вис. 3,45 м                                    | —                                                           |
| 67  | Пам'ятний знак полеглим воїнам-землякам | с. Пестечевське                                                           | 1941–1945                  | 1969                                | Місцеві майстри                                                | обеліск — цегла оштук.                        | вис. 2,4 м                                     | —                                                           |
| 68  | Меморіальна дошка на честь земляка — командира партизанського загону «Сокіл» Є. Х. Соколовського                                                                  | с. Степуки, будинок культури                                              | 1910 −1945                 | 1977                                | Полтавські художні майстерні                                   | граніт                                        | 0,85×0,6 м                                     | Рішення облвиконкому № 102 від 11.10.1977 р.                |
| 69  | Братська могила радянських воїнів, пам'ятний знак полеглим воїнам-землякам                                                                                        | с. Степуки, центр, меморіальний комплекс                                  | 1943, 1941–1945            | 1958                                | ск. Я.Рик, арх. Н.Клейн                                        | залізобетон, цегла оштук.                     | вис. ск. — 2,9 м, пост. − 2,2 м                | —                                                           |
| 70  | Братська могила радянських воїнів, пам'ятний знак полеглим воїнам-землякам                                                                                        | с. Свиридівка, меморіальний комплекс                                      | 1943, 1941–1945            | 1958                                | ск. Я.Рик, арх. Н. Клейн                                       | залізобетон, цегла оштук.                     | вис. ск. — 2,8 м, пост. — 1,7 м                | —                                                           |
| 71  | Пам'ятник полеглим воїнам-землякам | с. Ячники                                                                 | 1941 — 1945                | 1958                                | ск. О. Савельєв                                                | залізобетон, цегла оштук.                     | вис. ск. — 2,8 м, пост. — 3,45 м               | -                                                           |
| 72  | Пам'ятний знак полеглим воїнам-землякам періоду громадянської і Великої Вітчизняної воєн                                                                          | с. Сенча, центр приєднаного с. Кононівки                                  | 1918-1920, 1941–1945       | 1965                                | Київський живописно-скульптурний комбінат                      | обеліск — лабрадорит                          | вис. 2,4 м                                     | Рішення Лохвицького райвиконкому від 15.04.1965 р.          |
| 73  | Братська могила радянських воїнів, пам'ятний знак полеглим воїнам-землякам                                                                                        | с. Сенча, центр, меморіальний комплекс                                    | 1941, 1943, 1941–1945      | 1965                                | ск. Я. Рик, арх. Н. Клейн                                      | залізобетон, цегла оштук.                     | вис. ск. — 3,0 м, пост. — 2,7 м                | Рішення Сечанського райвиконкому № 12 від 21.03.1965 р.     |
| 74  | Братська могила радянських воїнів, пам'ятний знак полеглим воїнам-землякам                                                                                        | с. Сенча, парк колишнього села Засулля                                    | 1941, 1941–1945            | 1957                                | ск. О. Савельєв                                                | залізобетон, цегла оштук.                     | вис. ск. — 2,8 м, пост. — 1,75 м               | —                                                           |
| 75  | Братська могила жертв громадянської війни | с. Сенча, кладовище                                                       | 1919                       | 1945                                | Місцеві майстри                                                | обеліск — цегла оштук.                        | вис. 2,8 м                                     | Рішення Сечанського райвиконкому від 16.10.1945 р.          |
| 76  | Братська могила радянських воїнів, пам'ятний знак полеглим воїнам-землякам                                                                                        | с. Лучка, меморіальний комплекс                                           | 1941, 1941–1945            | 1957                                | ск. О. Савельєв                                                | залізобетон, цегла оштук.                     | вис. ск. — 2,8 м, пост. — 2,6 м                | —                                                           |
| 77  | Братська могила воїнів періоду громадянської і Велкиої Вітчизняної воєн, пам'ятний знак полеглим воїнам-землякам періоду громадянської і Великої Вітчизняної воєн | с. Токарі, центр                                                          | 1918-1921, 1943, 1941–1945 | 1957                                | ск. О. Савельєв                                                | залізобетон, цегла оштук.                     | вис. ск. — 3,5 м, пост. — 2,76 м               | Рішення Лохвицького райвиконкому № 36 від 17.04.1956 р.     |
| 78  | Братська могила радянських воїнів, пам'ятник полеглим воїнам-землякам                                                                                             | с. Гамаліївка, центр, меморіальний комплекс                               | 1943, 1941–1945            | 1957                                | Харківський скульптурний комбінат                              | залізобетон, цегла оштук.                     | вис. ск. — 3,0 м, пост. — 1,1 м                | —                                                           |
| 79  | Меморіальна дошка на честь земляка — Героя Радянського Союзу М. Д. Дронова                                                                                        | с. Гамаліївка, школа                                                      | 1899-1961                  | 1975                                | Харківський скульптурний комбінат                              | граніт                                        | 0,55×0,8 м                                     | Рішення облвиконкому № 20 від 14.03.1975 р.                 |
| 80  | Братська могила радянських воїнів, пам'ятний знак полеглим воїнам-землякам                                                                                        | с. Долинка, меморіальний комплекс                                         | 1941, 1943, 1941–1945      | 1957                                | ск. О. Савельєв                                                | залізобетон, цегла оштук.                     | вис. ск. — 2,8 м, пост. — 2,6 м                | -                                                           |
| 81  | Могила українського письменника А. Ю. Тесленка | с. Харківці                                                               | 28.06.1911                 | 1939                                | ск. Г. Пивоваров                                               | залізобетон, граніт, блоки                    | вис. бюста − 0,88 м, пост. — 2,62 м            | —                                                           |
| 82  | Братська могила радянських воїнів, пам'ятний знак полеглим воїнам-землякам                                                                                        | с. Харіквці, центр, меморіальний комплекс                                 | 1941, 1943, 1941–1945      | 1958                                | ск. Я. Рик, арх. Н. Клейн                                      | залізобетон, цегла оштук.                     | вис. ск. — 2,9 м, пост. — 2,65 м               | —                                                           |
| 83  | Пам'ятний знак полеглим воїнам-землякам | с. Архипівка                                                              | 1941–1945                  | 1967                                | Місцеві майстри                                                | обеліск — цегла                               | вис. 3,0 м                                     | —                                                           |
| 84  | Пам'ятний знак полеглим воїнам-землякам | с. Западинці                                                              | 1941–1945                  | 1967                                | Місцеві майстри                                                | обеліск — цегла                               | вис. 3,0 м                                     | —                                                           |
| 85  | Братська могила радянських воїнів, пам'ятний знак полеглим воїнам-землякам                                                                                        | с. Яхники, меморіальний комплекс                                          | 1941, 1943, 1941–1945      | 1958                                | ск. Я. Рик, арх. Н. Клейн                                      | залізобетон, цегла оштук.                     | вис. ск. — 2,9 м, пост. — 2,5 м                | —                                                           |
| 86  | Братська могила радянських воїнів | с. Яхники, кладовище                                                      | 1941                       | 1965                                | Місцеві майстри                                                | обеліск — цегла оштук.                        | вис. 2,6 м                                     | —                                                           |
| 87  | Меморіальна дошка на честь земляка — Героя Радянського Союзу Д. П. Шингирія                                                                                       | с. Яхники, будинок сільради                                               | 1900-1945                  | 1975                                | Київський живописно-скульптурний комбінат                      | граніт                                        | 0,55×0,8 м                                     | Рішення облвиконкому № 20 від 14.03.1975 р.                 |
| 88  | Будинок школи, у якій з 1930 по 1940 рр. вчився розвідник партизанського загону «Сокіл» Ваня Ногін                                                                | с. Яхники                                                                 | 1923 — 1942                | 1979, встановлено меморіальну дошку | Полтавські художні майстерні                                   | граніт                                        | 0,85×0,6 м                                     | —                                                           |
| 89  | Пам'ятний знак полеглим воїнам-землякам | с. Закроїха                                                               | 1941–1945                  | 1969                                | Місцеві майстри                                                | обеліск — цегла оштук.                        | вис. 2,5 м                                     | —                                                           |
| 90  | Пам'ятний знак полеглим воїнам-землякам | с. Романиха                                                               | 1941 — 1945                | 1969                                | Місцеві майстри                                                | обеліск — цегла оштук.                        | вис. 3,0 м                                     | —                                                           |
| 91  | Пам'ятний знак полеглим воїнам-землякам | с. Шмиглі                                                                 | 1941 — 1945                | 1969                                | Місцеві майстри                                                | обеліск — цегла оштук.                        | вис. 1,8 м                                     | —                                                           |
| 92  | Могила комуністів-підпільників, розстріляних фашистами в 1942 р.                                                                                                  | с. Безсали, кладовище                                                     | 1942                       | 1950                                | Місцеві майстри                                                | обеліск — метал                               | вис. 1,3 м                                     | —                                                           |
| 93  | Братська могила радянських воїнів | с. Високе, кладовище                                                      |                            |                                     |                                                                |                                               |                                                |                                                             |
| 94  | Братська могила радянських воїнів | с. Корсунівка, кладовище                                                  |                            |                                     |                                                                |                                               |                                                |                                                             |
| 95  | Братська могила радянських воїнів | с. Потоцьківщина, кладовище                                               |                            |                                     |                                                                |                                               |                                                |                                                             |
| 96  | Пам'ятний знак полеглим у роки Великої Вітчизняної війни воїнам-землякам                                                                                          | с. Перевалівка, кладовище                                                 |                            |                                     |                                                                |                                               |                                                |                                                             |
| 97  | Пам'ятний знак полеглим у роки Великої Вітчизняної війни воїнам-землякам                                                                                          | с. Рудка, біля школи                                                      |                            |                                     |                                                                |                                               |                                                |                                                             |
| 98  | Пам'ятний знак воїнам-односельчанам, які загинули у роки Великої Вітчизняної війни                                                                                | с. Руде, центр                                                            |                            |                                     |                                                                |                                               |                                                |                                                             |
| 99  | Братська могила радянських воїнів | с. Христанівка, кладовище                                                 |                            |                                     |                                                                |                                               |                                                |                                                             |
| 100 | Могила учасників громадянської війни | с. Часниківка, кладовище                                                  |                            |                                     |                                                                |                                               |                                                |                                                             |
| 101 | Пам'ятний знак полеглим воїнам-землякам | с. Дрюківщина                                                             | 1941–1945                  | 1967                                | Місцеві майстри                                                |                                               |                                                |                                                             |